# Tamisha Iman
Tamisha Iman, nombre artístico de Will Crawford (Birmingham, 16 de octubre de 1970), es una drag queen estadounidense conocida por competir en la decimotercera temporada de RuPaul's Drag Race y por haber ganado varios concursos de drags. Es fundadora de la casa drag Iman.

## Carrera
Tamisha Iman es una artista drag que fue elegida para la temporada 13 de RuPaul's Drag Race. Originalmente había sido seleccionada para competir en la temporada 12, pero tuvo que cancelar para recibir radioterapia por un cáncer de colon. Compitió a los 49 años, llevando una bolsa de ostomía. Tamisha Iman fue eliminada en el sexto episodio de la temporada. Jordan Robledo de Gay Times la llamó un "talento destacado".
Tamisha Iman ha competido en muchos concursos de drags y ha recibido títulos, como Miss Black Universe y Miss GayUSofA. Ella crea la mayoría de sus atuendos y se peina y maquilla ella misma. Entre sus "hijos" drags se encuentran Tandi Iman Dupree y su compañera en Drag Race LaLa Ri. Iman también "adoptó" a su compañera de Drag Race Kahmora Hall en su familia drag. Ha tenido unos 80 "hijos drag". Tamisha Iman ha sido descrita como una "veterana del drag" y una "leyenda".

## Vida personal
Crawford vive en Atlanta, y anteriormente ha vivido en Dallas y Nueva Orleans. También ha experimentado el sinhogarismo. Crawford tuvo tres hijos biológicos antes de cumplir los 18 años, cuando aún estaba en la escuela secundaria. Uno de sus hijos, Tamisha, es la inspiración del nombre de Tamisha Iman.[cita requerida]

## Filmografía

### Televisión
| Año  | Título                                                  | Papel      | Notas                        | Ref    |
| ---- | ------------------------------------------------------- | ---------- | ---------------------------- | ------ |
| 2021 | RuPaul's Drag Race (temporada 13)                       | Ella misma | Concursante (undécimo lugar) | [ 1 ]  |
| 2021 | RuPaul's Drag Race: Untucked                            | Ella misma | Concursante (undécimo lugar) | [ 1 ]  |
| 2021 | RuPaul's Drag Race: Corona Can't Keep a Good Queen Down | Ella misma | Stand-alone special          | [ 13 ] |

### Series web
| Año  | Título               | Papel      | Notas    | Ref    |
| ---- | -------------------- | ---------- | -------- | ------ |
| 2021 | Whatcha Packin'      | Ella misma | Invitada | [ 14 ] |
| 2021 | Drag Makeup Tutorial | Ella misma | Invitada | [ 15 ] |
| 2021 | The X Change Rate    | Ella misma | Invitada | [ 16 ] |

## Premios y nominaciones
| Año  | Organización          | Categoría                         | Trabajo                      | Resultados | Ref.   |
| ---- | --------------------- | --------------------------------- | ---------------------------- | ---------- | ------ |
| 2021 | MTV Movie & TV Awards | Best Fight (junto con Kandy Muse) | RuPaul's Drag Race: Untucked | Nominada   | [ 17 ] |